# Juste Olivier

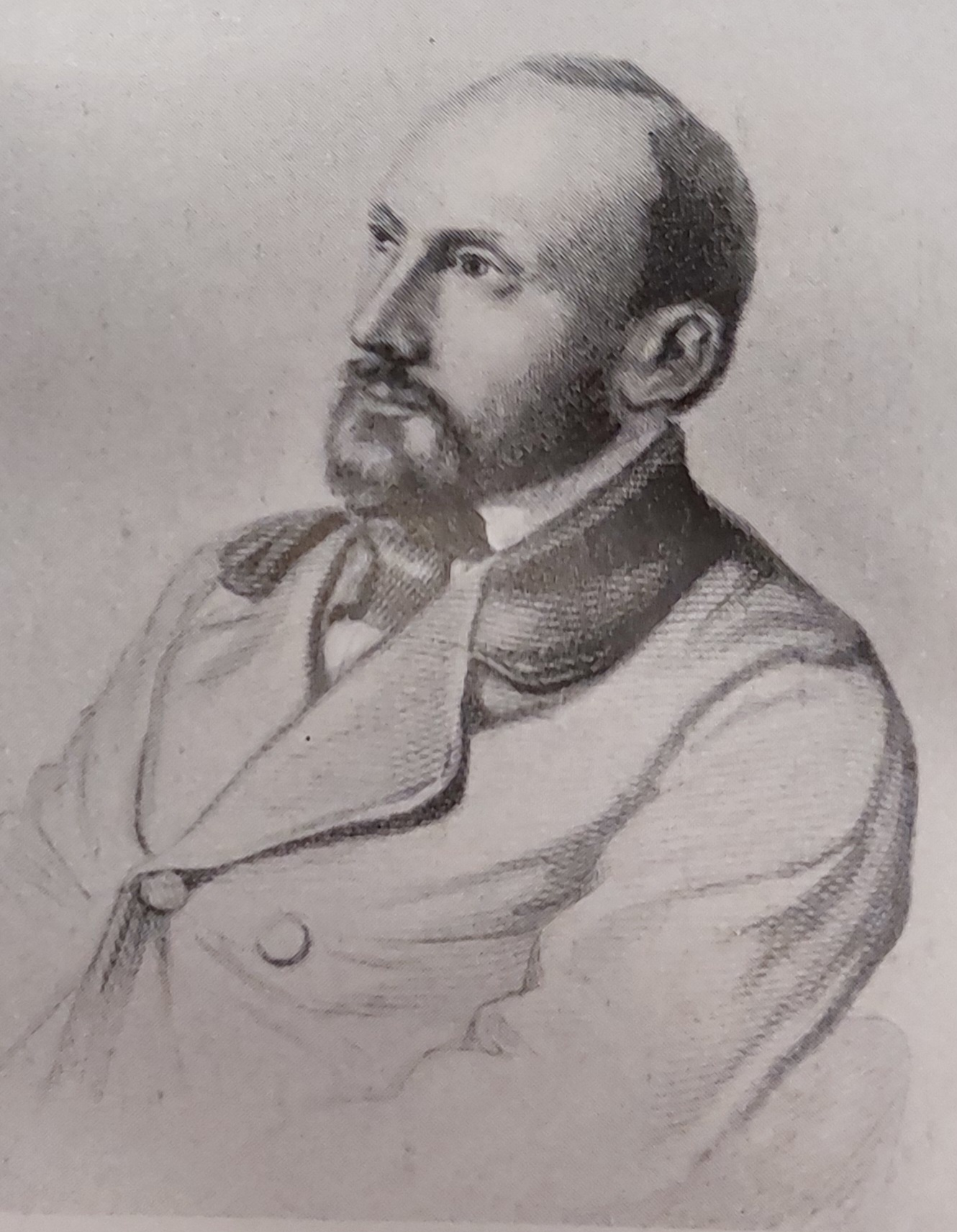
Juste Olivier (1854)

Juste Olivier (* 18. Oktober 1807 in Eysins (Waadt); † 7. Januar 1876 in Genf) war ein Dichter, Schriftsteller und Historiker der französischsprachigen Schweiz.

## Leben und Werk
Juste Olivier war der Sohn eines Bauern, wuchs ländlich auf, besuchte dann aber eine höhere Schule in Nyon und studierte anschliessend Theologie an der Akademie von Lausanne, wo er 1828 mit dem Gedicht Julia Alpinula einen Preis gewann. Zwar sollte er eine geistliche Laufbahn einschlagen, doch aufgrund seiner dichterischen Begabung neigte er mehr zu literarischen Studien.
1830 reiste er zur Abrundung seiner Ausbildung nach Paris, wo er freundschaftliche Bande mit dem französischen Schriftsteller Sainte-Beuve knüpfte. Im gleichen Jahr heiratete er Caroline Ruchet und begann in Neuchâtel Literatur zu unterrichten. Ab 1833 lehrte er für die nächsten dreizehn Jahre Geschichte an der Akademie von Lausanne. Von 1843 bis 1845 befand sich die Zeitschrift Revue suisse in seinem Eigentum. Durch religiöse Unruhen im Waadt vertrieben, musste er seine Professur aufgeben und ging 1846 ins Exil nach Paris, wo er mit seiner Gattin die nächsten 25 Jahre verbrachte. In seinem Heimatland war er nahezu vollkommen vergessen, blieb ihm aber weiterhin sehr verbunden. Beim Ausbruch des Deutsch-Französischen Kriegs kehrte er mit seiner Gemahlin 1870 in sein Geburtsland zurück und lebte mit ihr nun in Gryon. Zuletzt wohnte er in Genf,  wo er 1876 im Alter von 68 Jahren starb.
Olivier wurde durch Gedichtsammlungen wie Les deux voix (Lausanne 1835), Les chansons lointaines (Lausanne und Paris 1847) und Les chansons du soir (Lausanne und Paris 1867) populär. Dabei stellte er Schweizer Bauerntum und Alpenlandschaft in simplen und volkstümlichen Poesien dar. Mehrere seiner Gedichte wurden vertont. Er hat sich aber auch durch mannigfache Beiträge zur schweizerischen Geschichte und Ethnographie wie Le canton de Vaud (2 Bde., 1837–41), ganz besonders aber durch seine Novellen, die ihn Rodolphe Töpffer ebenbürtig erscheinen lassen, bekannt gemacht. Zu ihnen gehören u. a: M. Argant et ses compagnons d’aventure (Paris 1850), Deux nouvelles (1854), Luze Léonard (Neuchâtel 1856), Le batelier de Clarens (Paris 1861), Le pré aux noisettes (Paris 1863) und Sentiers de montagnes (Gryon 1875). Eine Auswahl seiner Werke, die zum Teil auch ins Deutsche übersetzt wurden, erschien in zwei Bänden unter dem Titel Œuvres choisies (Lausanne 1879, mit Oliviers Biographie vom Herausgeber Eugène Rambert).
Sein jüngerer Bruder Urbain Olivier (1810–1888) hat sich ebenfalls mit Erzählungen als Schriftsteller betätigt.

## Werke (Auswahl)
- mit Caroline Olivier: Les deux voix. G. Rouiller, Lausanne; H. Bossange, Paris 1835.
- Le canton de Vaud. Sa vie et son histoire. Lausanne 1837.
- Etudes d'histoire nationale : Le major Davel (1723); Voltaire à Lausanne (1756-58). La révolution helvétique (1780-1830). Lausanne 1842.
- Les chansons lointaines : Poésies. Lausanne; Paris 1847.
- Les chansons du soir. Lausanne 1867.